# 직무 스트레스

직무 스트레스, 또는 직업 스트레스는 직업과 관련된 심리적 스트레스이다. 직업 스트레스는 만성 질환을 의미한다. 직업 스트레스는 직장에서 스트레스가 많은 조건이 무엇인지 이해하고 이러한 조건을 개선하기 위한 조치를 취함으로써 관리할 수 있다. 직업적 스트레스는 근로자가 상사나 동료의 지원을 받지 못한다고 느끼거나, 자신이 수행하는 업무에 대해 거의 통제할 수 없다고 느끼거나, 업무에 대한 노력이 직무 보상에 맞지 않는다는 것을 알게 될 때 발생할 수 있다. 직업 스트레스는 스트레스가 많은 작업 조건이 직원의 정서적 웰빙, 신체 건강 및 업무 성과와 관련되기 때문에 직원과 고용주 모두에게 우려 사항이다. 세계보건기구(WHO)와 국제노동기구(ILO)가 연구를 수행했다. 그 결과 장시간 노동에 노출되면 심리사회적 직업 스트레스가 증가하는 것으로 나타났다. 2016년에 약 745,000명의 근로자가 허혈성 심장 질환 및 뇌졸중으로 사망한 것으로 추정되는 이러한 공식 추산에 따르면 질병에 대한 가장 큰 책임이 있는 직업적 위험 요소이다.
심리학 내의 많은 학문 분야는 직업 건강 심리학, 인적 요소 및 인체 공학, 역학, 직업 의학, 사회학, 산업 및 조직 심리학, 산업 공학을 포함한 직업 스트레스와 관련이 있다.

## 같이 보기
- 인지 부하
- 탈진 증후군
- 직업안전보건
- 조직 지원 인식
- 정신신경면역학
- 스트레스 관리
- 심리적 스트레스
- 명상